# Montoulieu (Ariège)
Montoulieu település Franciaországban, Ariège megyében. Lakosainak száma 416 fő (2022. január 1.). Montoulieu Arignac, Bédeilhac-et-Aynat, Ganac, Mercus-Garrabet, Prayols, Saint-Paul-de-Jarrat és Saurat községekkel határos.

## Népesség
A település népességének változása:
| Lakosok száma | 398  | 220  | 278  | 357  | 362  | 393  | 410  | 408  | 411  | 416  |
|               | 1968 | 1982 | 1990 | 2006 | 2013 | 2015 | 2017 | 2019 | 2020 | 2022 |